# Ione de Medeiros
Ione de Medeiros (Juiz de Fora, 18 de junho de 1942), é uma encenadora, pianista, pesquisadora de teatro, curadora, produtora cultural e arte educadora brasileira. É fundadora e diretora do Grupo Oficina Multimédia e idealizadora e coordenadora do Verão Arte Contemporânea.

## Biografia
Nascida em Juiz de Fora (1942), uma cidade industrial conhecida como Manchester Mineira e que se destacava pela sua arquitetura Art déco ainda presente em muitas de suas construções. Por isso, quando na adolescência conheceu Ouro Preto e sua arquitetura barroca, distante de sua realidade, ficou fascinada. Esse fascínio iria interferir diretamente em seu destino e em seu futuro como artista, instigando seu desejo de conhecer melhor outros aspectos culturais do meu país. Sua formação dividiu-se entre as cidades de Petrópolis e Juiz de Fora, onde fez o curso superior de piano, línguas neolatinas, e literatura francesa. Começou a estudar piano com seis anos de idade com sua mãe. Estava destinada a uma carreira de solista, mas desde muito jovem, sentia o desejo de conhecer outras áreas da criação artística. Começou a se interessar pelo cinema num cineclube que frequentou nos anos 60 em Juiz de Fora. Coordenado pelo professor Pierre Merrigoux recém chegado da França, ali os estudantes conheciam a história do cinema, e assistiam aos primeiros filmes criados e aos novos que iam chegando com a Nouvelle Vague de François Truffaut, Jean-Luc Godard, Alain Resnais além de Ingmar Bergman  e Luis Buñuel (Le Chien Andalou), todos cineastas ainda novos e produzindo filmes pouco codificados que começavam a reconfigurar a linguagem cinematográfica. Chegando em BH nos anos 70 Ione foi direto para a FEA uma escola também inovadora, onde o ensino da música extrapolava a perspectiva estritamente sonora e abria espaço para uma conexão com outras linguagens artísticas onde ela pôde ampliar seus horizontes, e, ali se radicou como artista. Lá iniciou suas atividades como professora de iniciação musical para crianças e adolescentes, que mais tarde daria continuidade no Centro Pedagógico da UFMG. Nos anos 70, seu encontro com o Festival de Inverno da UFMG, cuja fama já era conhecida pela diretora, antes mesmo de chegar em BH foi fundamental. Foram 15 anos de participação, onde ela vivenciou experiências como aluna, professora e coordenadora, que resultaram num grande aprendizado. Em 1977, Rufo Herrera um compositor argentino também chegou em BH como professor do IX Festival de Inverno da UFMG. Era um músico que se radicara no Brasil e que queria fazer música cênica. Rufo criou em BH o Grupo Oficcina Multimédia do qual Ione participou dede o início, reunindo músicos, artistas plásticos e bailarinos. Foi um encontro definitivo para sua carreira. O que a levou para o teatro foi principalmente o desejo de viver uma experiência coletiva deixando para trás a carreira de instrumentista e diversificando sua atenção para as outras áreas da criação artística. Quando, em 1980, Rufo quis voltar para o instrumento e para a orquestração não restou outra opção para a jovem artista; ou assumia o grupo ou essa historia terminaria ali, mas ela já não podia parar. Segundo seu depoimento, Ione de Mederiso não escolheu ser diretora, assumiu esta função para manter o Grupo e continuar no teatro. Sua experiência de palco resulta a partir de então destes 45 anos de atividades ininterruptas, divididos entre o período em que trabalhou com o Rufo (como atriz-musicista e assistente de direção) e o que começou a dirigir o Multimédia (1983) até hoje. A criação passou a fazer parte de sua rotina e se manifestou em experiências as mais diversas, no palco e fora dele. Existe uma soma de eventos que foram criados com sua participação, como o MAAV (Museu de Arte Viva), o Grupo Mandioca com Rim (com o artista plástico Estevão Machado e Paulo Santos, do Uakti, além de uma série de atividades alternativas realizadas com o Multimédia em espaços não convencionais, que nunca foram registradas, pouca gente viu ou conheceu, e que são considerados muito importantes para sua formação. Belo Horizonte tornou-se uma cidade especial para a diretora, porque ali conheceu, Berenice Menegale, a FEA e o Rufo, que a ajudaram a radicalizar seu compromisso com as artes que antes ela apenas namorava à distância. Em BH nasceram seus dois filhos, Gilberto Medeiros (pós-doutor em física e professora do Curso de Ciências da Computação na UFMG) e Mônica Ribeiro, atriz-bailarina que aos 15 anos entrou para o Grupo e lá permaneceu durante oito anos, assumindo entre outras funções a de assistente de direção. Hoje, Mônica é doutora em artes e pró-reitora adjunta de Ação Cultural da UFMG e professora do curso de graduação em Teatro da EBA/UFMG e continua mantendo a parceria com o GOM. Em BH Ione fez amigos, além de artistas criadores e técnicos que possibilitaram a continuidade de seu percurso. Aqui, em Belo Horizonte, ela diz "me reconheci como mineira e acredito que o fortalecimento desta identidade se transferiu diretamente para o meu trabalho artístico".
Depoimento de Mônica Ribeiro, filha de Ione de Medeiros
Em Belo Horizonte, Minas Gerais, Brasil, existe uma rua de nome Outono. Lá tem uma casa que há mais de trinta anos é um “entra e sai”. São artistas .... dizem os vizinhos, curiosos com as figuras e impressionados com o fluxo. Artistas e cães foi, desde sempre, uma constante nessa casa, na qual, eu habitei por mais de trinta anos. Vi, senti e participei de boa  parte da história que esse livro conta. Desde os meus sete anos que diversas pessoas se reúnem na casa da rua Outono para ensaiar, planejar, discutir, festejar, trabalhar, reunir e produzir espetáculos. (...). 
São muitas as ideias que ecoam (..). Dentre elas gostaria de rememorar algumas como: continuidade, persistência, construção de uma história, memória oral, processo de trocas, múltiplas perspectivas de uma transcrição, acreditar não acreditando, saber não sabendo, enfim, certezas provisórias...
Ione ainda pergunta, em um de seus cadernos de exercícios de rítmica corporal: “Quem é o dono?” E revela que o grupo é como um complô de revelações para transmitir uma ideia. “Comunicação”, ela insiste. (...)

Claro está que a decisão do caminho a seguir foi a muito tomada. Ione, como bem diz Marcelo Castilho [Avellar], não hesita ao fazer suas escolhas. Ela simplesmente não para e não vai parar. Caminha sabendo mais acerca do que não quer do que segura do que quer. No entanto, sei que ela sabe que está no caminho, um caminho escolhido por ela. Por tanto, possível de ser percorrido.
- Mônica Ribeiro é Atriz-bailarina,[5] Doutora em Artes (UFMG),[6] pró-reitora adjunta de Ação Cultural da UFMG[7] e professora[8] do Curso de Graduação em Teatro, da Licenciatura em Dança, a qual criou em parceria com a Profa. Dra. Lucia Pimentel e o Prof. Dr Arnaldo Alvarenga,[9] da Pós em Artes da Escola de Belas Artes[10] e no ProArtes, mestrado profissionalizante da UDESC.[11]

A diretora Ione de Medeiros em 2019

## Carreira
Ao lado do compositor e bandoneonista Rufo Herrera, fundou o Grupo Oficcina Multimédia em 1977, no IX Festival de Inverno da UFMG. Mudou-se para Belo Horizonte em 1967 e tornou-se professora da Fundação de Educação Artística, em 1973 onde permaneceu até 1983. De 1984 a 1998 foi professora de música no Centro Pedagógico da UFMG e coordenou os Festivais de Inverno da UFMG (Infantil, de 1989 a 1992; e Jovem, de 1994 a 1998). A partir de 1983 deu início à sua pesquisa multimeios como diretora e encenadora à frente do Grupo Oficcina Multimédia. É considerada uma das diretoras teatrais em atividade mais influentes na cidade e no país, comemorando em 2023, 40 anos de direção teatral. Em 2007 escreveu o livro "Grupo Oficcina Multimédia", no qual relata seus 30 anos de experiência à frente do GOM.

## Da música para o teatro
No ano de 1977 ao participar do Curso de Arte Integrada do IX Festival de Inverno da UFMG em Belo Horizonte, quando foi criado o GOM, [eu] já atuava desde o ano de 1971 na área pedagógica como professora de musicalização para crianças e adolescentes na Fundação de Educação Artística. Criada em 1963 por um grupo de personalidades do mundo cultural mineiro, entre eles a pianista e professora Berenice Menegale, esta Instituição tinha se instalado como Fundação de Direito Privado sem fins lucrativos, e desde então atuava como centro de experimentação, renovação e difusão artística de base cultural ampla. A inter-relação da música com as diferentes linguagens artísticas constituía um dos principais fundamentos de sua proposta cultural e educacional. Em 1967 idealizara e realizara o 1º Festival de Inverno, em Ouro Preto, evento que em seguida foi assumido pela UFMG e no qual a Fundação continuou coordenando e executando o programa de música até o ano de 1986. No âmbito educacional, destacava-se como responsável por um processo de atualização do ensino musical não só para Belo Horizonte como também em Minas Gerais e em diversos centros de formação do país. Desde sua fundação, um corpo docente de perfil adequado a tal empreitada tinha se proposto a implantar, em Belo Horizonte, uma prática pedagógica baseada na abertura e no aprofundamento do aspecto de criação inerente a todas as etapas do processo de formação musical.
Foi, portanto chegando à Fundação de Educação Artística no ano de 1973 que encontrei pela primeira vez, um processo de musicalização infantil que rompia com uma visão musical voltada para parâmetros estritamente sonoros. Partindo desta premissa, as primeiras relações do aluno com a música, não eram direcionadas de imediato para um contato direto com instrumento musical. O primeiro interlocutor neste processo de aprendizado era o próprio corpo do aluno vivenciando experiências rítmicas no espaço e no tempo e elaborando organizações expressivas que incluíam a percepção da forma do movimento e do som em tudo que nos cerca. Este foi o ponto de partida da rítmica corporal que venho desenvolvendo desde então e que hoje se configura como uma referência especifica do trabalho de preparação corporal do Grupo Oficcina Multimédia.
A equipe de professores que compunha o quadro docente de musicalização para crianças e adolescentes da FEA nos anos setenta era constituída por pesquisadores na área educacional e incluía importantes profissionais da música, como Maria Amélia Martins e Rosa Lúcia dos Mares Guia. A partir de experiências específicas em sua formação e de cursos na escola de Música e Artes Cênicas da Bahia, estas professoras, juntamente com José Adolfo Moura, Anita Patusco, Lina Márcia Pinheiro Moreira, introduziram na Fundação de Educação Artística novas praticas pedagógicas para o ensino musical, tendo como suporte, pesquisa já desenvolvida na FEA (BH) e o intercâmbio com o importante movimento de renovação cultural que vinha da Escola de Música da Bahia.
Criada em 1963 em Salvador esta escola por sua vez contava com uma equipe de artistas e músicos importantes do mundo inteiro, e se propunha a um constante movimento de renovação. Entre eles estava o professor e musicólogo alemão Hans-Joachim Koellreutter que tendo se mudado para o Brasil em 1937, participou da criação e administração desta escola em Salvador (1954) e tornou-se um dos nomes mais influentes na vida musical no país, mantendo um continuo intercâmbio com a Fundação de Educação Artistica, tanto na área pedagógica com na produção e criação artística desta cidade. Outros nomes  como Ernest Widmer, Walter Smetak, Fernando Lopes, Lindembergue Cardoso, Ilza Nogueira, Rufo Herrera, Jamary Oliveira, Fernando Cerqueira, Pièrre Close, Marco Antônio Guimarães (BH), Afrânio Lacerda (BH), Luis Alberto Pinto Fonseca (BH), faziam da Escola de Musica da Bahia, um referencial cultural vanguardista da Música Contemporânea nos anos sessenta e setenta e suas ramificações se expandiam diretamente para BH e para todo o país , além de se estender para as demais áreas da criação artística como o teatro,o cinema e as artes visuais.
Na área pedagógica, o músico e psicólogo Edgar Willems também  inovava com seu método de musicalização e propunha entre outras práticas de musicalização, um sofisticado treinamento auditivo para o aluno capacitando-o para ouvir intervalos de até décimos de tom.   Entre os adeptos fervorosos do método pedagógico de Edgar Willems na Bahia estava a musicista e compositora Carmem Mettig Rocha que não só difundiu seus conhecimentos como também, juntamente com Alda de Oliveira, e Maria Graças Santos, implantou em Salvador uma proposta de educação musical condizente com as diferentes linguagens contemporâneas que começavam então a se manifestar em todo o país.
Outra seguidora do método de Edgar Willems a musicista baiana Edla Lobão Lacerda, aluna de Carmem Metting, deixava a Bahia e se instalava em Belo Horizonte passando em 1974, a integrar a equipe de pesquisa pedagógica da Fundação de Educação Artística de Belo Horizonte. Reforçavam-se assim os laços culturais entre estas duas cidades, e o intercâmbio entre propostas afins. As contínuas trocas que mantínhamos aqui com nossa equipe, relacionadas ao processo de ensino da música com alunos iniciantes, fortaleciam um projeto de implantação de uma pedagogia própria à Fundação de Educação Artística como prática peculiar na musicalização de crianças e adolescentes que iam sendo divulgadas nos diversos cursos que administrávamos em BH e outras cidades.
Podemos dizer que, entre os anos sessenta e os anos setenta, estas duas cidades se instalaram como os dois pólos culturais mais importantes do país e se definiram como fontes promotoras de novas propostas de criação e difusão de música erudita contemporânea e de práticas pedagógicas inovadoras para a educação musical de crianças e adultos.
A partir dos anos oitenta quando entrei para o Centro Pedagógico - Escola de Ensino Fundamental da UFMG – dei continuidade a prática pedagógica musical iniciada na FEA e inaugurei um período de 15 anos de atividades como professora e coordenadora de Cursos específicos para crianças e adolescentes nos diversos Festivais de Invernos da UFMG. Estas atividades tinham o respaldo de uma proposta de pesquisa e experimentação nas artes, própria à ideologia dos Festivais de Inverno da UFMG e abriram espaço para o fortalecimento de minha própria atividade cultural como professora e artista, influenciando e interferindo diretamente tanto na área do ensino pedagógico como na minha atividade artística e na produção culturais do GOM.

## Criação do Grupo Oficcina Multimédia
A Professora Berenice Menegale, que desde 1963 vem se mantendo como diretora executiva da Fundação de Educação Artística foi a responsável pela vinda de Rufo Herrera para Belo Horizonte, como professor do curso de Arte Integrada no IX Festival de Inverno da UFMG. A ruptura de uma visão musical voltada para parâmetros estritamente sonoros que exercíamos em nossa área pedagógica na FEA contribuiu para que eu pudesse me aproximar da proposta cênica de Rufo, que, na época, se definia por um teatro instrumental. A ideia de integrar as diversas manifestações artísticas numa proposta de encenação multimeios, que Rufo implantou nesse curso, confirmava a prática pedagógica que exercíamos na FEA, e a sua postura ideológica de expandir as fronteiras entre as diversas linguagens expressivas, abrindo espaço para o surgimento de novas propostas artísticas.     Rufo criou então em 1977 o Grupo Oficcina Multimédia exercendo a função de diretor até o ano de 1983, quando passei a assumir a direção do grupo e a manutenção de sua proposta de integração das artes. As diversas montagens das quais participei como integrante e depois como assistente de direção de Rufo Herrera, confirmaram minha afinidade com sua proposta. O primeiro espetáculo do Grupo Sinfonia em Ré-fazer (1978) instalava não só a pesquisa ampla que iria caracterizar todas as nossas montagens como também embutia o conceito de “fazer-re-fazer”, presente em todo o percurso do GOM. Entre outros espetáculos dirigidos por Rufo dos quais participei destaco a Cantata Nhenhengari (1979), Ato Vivencial (1980), 4 lendas indígenas - O Jabuti, a Onça e a Raposa (1980) e a parceria de Rufo com Carmem Paternostro na direção de Sete mais Sete (1982), espetáculo inspirado nos SETE PECADOS CAPITAIS de Bertold Brecht.
Desde 1977 o GOM estabeleceu um vínculo com a FEA, que se mantinha através de perfis específicos, adaptados a cada etapa de nosso percurso. Uma vez estabelecida a proposta cênica multimeios, caberia ao grupo assumir a responsabilidade com o aprimoramento da pesquisa e da construção de uma linguagem cênica peculiar através da produção de espetáculos, do investimento na formação e capacitação do elenco – que sempre se definiu pela participação ativa e intensa em nossas montagens – na circulação e expansão de nossa proposta cênica através da administração de cursos, e de apresentação de nossos espetáculos na cidade, em turnês pelo país e nos diversos Festivais Nacionais e Internacionais dos quais participamos no país e no exterior.
Quanto ao caráter especifico de nossa linguagem cênica, o que nos define como um grupo peculiar é o fato de que entramos no teatro pela porta da música. Pela minha própria formação e experiência como musicista, era natural que, em 1983, ao dar continuidade a esta proposta, transpusesse o caráter de abstração peculiar à linguagem musical, para a nossa encenação teatral.
A linguagem do Grupo Oficcina Multimédia foi-se configurando cada vez mais por este caráter de abstração que associo a uma visão sincrética - ou seja, aquela que não prioriza o detalhe e sim a essência. Sob esta visão, estabelecemos algumas referências para a encenação multimeios do Grupo na qual, as montagens não têm como função prioritária contar uma história, ou seguir um discurso linear; nossos cenários não são descritivos, os textos que utilizamos são tratados sob o enfoque musical, nossos atores não estão unicamente sob o jugo de um personagem, mas seguem um roteiro concebido como uma partitura cênica polifônica onde as muitas vozes correspondem às diversas possibilidades sonoras, visuais, plásticas que serão integradas na trama dramática do espetáculo. Esta visão sincrética subtende uma cuidadosa observação da realidade para que possamos extrair dela aquilo que a torna inconfundível. Assim todo o caráter de concretude de nossos cenários ou demais adereços cênicos está subordinado a uma escolha que irá incidir sempre sobre a busca do essencial. (...)
Ideologicamente o que me mantém até hoje à frente do GOM é a consciência de que a arte implica em uma responsabilidade social da qual os artistas não podem se furtar. Não nos cabe nos determos sobre as dificuldades vividas ou exaltar o sucesso alcançado ao longo deste percurso. Cabe a nós assumir esta responsabilidade, confiando no seu alcance, certos de que a arte embute em sua essência, possibilidades verdadeiramente transformadoras, e dignifica o homem como ser humano. Acrescente-se a esta função, uma boa dose de persistência e de investimento na imaginação, aliados à paixão pela linguagem, pela liberdade do fazer / refazer/ transformar, inventando compulsivamente, expandindo cada vez mais o nosso potencial criador.
Sou tão persistente quanto a acácia rosa  
          que uma vez admitida
                    ao jardim,
você não se livra facilmente dela.
(...)
E assim,
          como esta flor,
                   eu persevero ...
A acácia-Meleira Rosa in WILLIAMS, William Carlos, Poemas. São Paulo: Companhia das Letras,1987

## Livros publicados
- Grupo Oficcina Multimédia - 30 anos de Integração das Artes no Teatro [14]
- Grupo Oficcina Multimédia - 45 anos

## Prêmios e Reconhecimentos
Recebeu diversos prêmios, entre eles o “Bonsucesso” pela direção do espetáculo “Zaac & Zenoel”, em 1994, o Prêmio Golden Minas pelo GOM, eleito o melhor grupo das artes cênicas de MG e em 1998 o “Gentileza Urbana”, pela coordenação do espetáculo “Zum Zum Zum lá no Meio do Mar” á frente do Movimento Teatro de Grupo.
Em 2024 a diretora Ione de Medeiros foi agraciada com o prêmio APCA (Associação Paulista de Críticos de Arte) na categoria Melhor Direção, pelo espetáculo Vestido de Noiva (2023).
Também no ano de 2024 a Câmara Municipal de Belo Horizonte, por meio de indicação do gabinete da vereadora Cida Falabella concedeu o Grande Colar do Mérito Legislativo, a maior honraria da casa, à Ione de Medeiros, pelo seu prestígio cultural e reconhecimento à sua contribuição à arte contemporânea da cidade.
Em 11 de abril de 2008 recebeu da Secretaria de Estado de Cultura de Minas Gerais, a  Medalha da Inconfidência pela sua contribuição ao prestígio e à projeção da cultura mineira.
Além disso, em 2009 recebeu a Homenagem Especial – Área de Teatro – do prêmio Sesc/Sated, pelo trabalho realizado com o Verão Arte Contemporânea, em Belo Horizonte.

## Espetáculos dirigidos por Ione de Medeiros
Esses são os espetáculos dirigidos pela diretora Ione de Medeiros a partir de 1983:
- Biografia ou Joguinho de Poder (1983)[23]
- K (1984)[24]
- Domingo de Sol (1985)[23]
- Decifra-me que eu te devoro (1986)[23]
- Quantum (1987)[25]
- Sétima Lua (1988)[25]
- Trilogia Joyce (Navio - Noiva e Gaivota (1989); Epifanias (1990); Alicinações (1991) [26]
- Carta ao pai (1992) - Cia. Absurda[27]
- Bom Dia Missilifi (1993)[25][28][29]
- Happy Birthday to You...(1994)[30]
- BaBACHdalghara (1995)[31][32][33][34]
- A rose is a rose is a rose - GOM 20 anos (1997)
- Zaac & Zenoel (1998)[35]
- IN-Digestão (2000)[36]
- A casa de Bernarda Alba (2001)[37]
- Olhos Vermelhos (2003) - Pia Fraus[38][39]
- A Acusação (2005)[40]
- Bê-a-bá BRASIL (2007)[41][42]
- As últimas flores do Jardim das Cerejeiras (2010)[43]
- Play it Again (2012)[44]
- Trilogia da Crueldade[45] (Aldebaran (2013);[46] Macquinária 21 (2016);[47] Boca de Ouro (2018))[48]
- Vestido de Noiva (2023)